# Selfish Love (canción de DJ Snake y Selena Gomez)
«Selfish Love» es una canción grabada por DJ Snake y Selena Gomez. Fue lanzada a través de Interscope Records el 4 de marzo de 2021, como el tercer y último sencillo del cuarto EP de Gomez, Revelación. Junto a la canción se lanzó un video ambientado dentro de una peluquería. «Selfish Love» es la segunda colaboración entre DJ Snake y Gomez, siendo la primera «Taki Taki» en 2018.

## Lanzamiento
La fecha de lanzamiento y el título del sencillo se anunciaron el 25 de febrero de 2021. La canción fue lanzada el 4 de marzo de 2021, junto con su video musical.

## Listado de canciones
- Descarga digital

1. «Selfish Love» – 2:48

- Descarga digital – Tiësto Remix[5]

1. «Selfish Love» (Tiësto Remix) – 2:33

- Descarga digital – Jack Chirak Remix[6]

1. «Selfish Love» (Jack Chirak Remix) – 2:42

- Descarga digital – EP[7]

1. «Selfish Love» (Acoustic Mix) – 2:49
2. «Selfish Love» (Jack Chirak Remix) – 2:42
3. «Selfish Love» (Tiësto Remix) – 2:33
4. «Selfish Love» – 2:48

## Composición
«Selfish Love» es una canción tropical house y dance, con influencias de dubstep, ritmos latinos y del Medio Oriente. Con letra tanto en español como en inglés, la canción cuenta la historia de una niña que admite sentimientos de celos. La canción fue escrita por DJ Snake y Gomez junto a Kat Dahlia, Kris Floyd, K Sotomayor y Marty Maro, y fue producida por DJ Snake y Maro.

## Créditos y personal
Créditos adaptados de Tidal.
- DJ Snake – composición, producción, mezcla
- Selena Gomez – voz, composición
- Maro – composición, producción
- K Sotomayor – composición
- Kat Dahlia – composición, coros
- Kris Floyd – composición
- Bart Schoudel – ingeniería, ingeniería vocal
- Nicholas Mercier – ingeniería, masterización, mezcla

## Posicionamiento en listas
| País           | Lista (2021)                               | Mejor posición |
| -------------- | ------------------------------------------ | -------------- |
| Bélgica        | Ultratip Flanders                          | 23             |
| Bélgica        | Ultratop 50 Wallonia                       | 13             |
| Canadá         | Canadian Hot 100                           | 71             |
| Francia        | SNEP                                       | 54             |
| Varios         | Global 200 (Billboard)                     | 72             |
| Irlanda        | IRMA                                       | 61             |
| Lituania       | AGATA                                      | 46             |
| Nueva Zelanda  | New Zealand Hot Singles (RMNZ)             | 14             |
| Portugal       | AFP                                        | 98             |
| Suecia         | Sweden Heatseeker (Sverigetopplistan)      | 19             |
| Suiza          | Schweizer Hitparade                        | 76             |
| Reino Unido    | UK Singles (OCC)                           | 93             |
| Reino Unido    | UK Dance (OCC)                             | 34             |
| Estados Unidos | Bubbling Under Hot 100 Singles (Billboard) | 5              |
| Estados Unidos | Hot Dance/Electronic Songs (Billboard)     | 4              |
| Estados Unidos | Hot Latin Songs (Billboard)                | 6              |

## Historial de lanzamientos
| Región | Fecha               | Formato                   | Discográfica | Versión           | Ref.   |
| ------ | ------------------- | ------------------------- | ------------ | ----------------- | ------ |
| Varios | 4 de marzo de 2021  | Desarga digital streaming | Interscope   | Original          | [ 28 ] |
| Italia | 9 de abril de 2021  | Contemporary hit radio    | Universal    | Original          | [ 29 ] |
| Varios | 16 de abril de 2021 | Desarga digital streaming | Interscope   | Tiësto Remix      | [ 5 ]  |
| Varios | 30 de abril de 2021 | Desarga digital streaming | Interscope   | Jack Chirak Remix | [ 6 ]  |
| Varios | 7 de mayo de 2021   | Desarga digital streaming | Interscope   | EP                | [ 7 ]  |